# Astronomisch Onderzoek in Nederland
Die Astronomisch Onderzoek in Nederland (abgekürzt ASTRON) ist ein in den Niederlanden ansässiges Institut, das Forschungen auf dem Gebiet der Astronomie, insbesondere der Radioastronomie betreibt.
Der Hauptsitz dieser Organisation befindet sich bei Dwingeloo, einem zur Gemeinde Westerveld gehörigen Dorf.

## Geschichte
Das Institut wurde 1949 unter dem Namen Stichting Radiostraling van Zon en Melkwegstelsel (SRZM) gegründet. Aufgabe war der Bau und Betrieb von Radioteleskopen die Radiostrahlung der Sonne und der Milchstraße zu erforschen. Bei Betriebsbeginn hatte das Institut etwa 20 Mitarbeiter.
1956 wurde das damals größte Radioteleskop der Welt, das sogenannte Dwingeloo-Teleskop mit einem Durchmesser von 25 Metern in Betrieb genommen. In den 1960er Jahren wurde der Bau der Teleskopkette WSRT bei Westerbork beschlossen und in den 1970er Jahren verwirklicht. Zu diesem Zeitpunkt erhielt das Institut seinen heutigen Namen. Auch WSRT gehörte seinerzeit zu den größten jemals gebauten Radioteleskopen.
Seit den 1980er Jahren ist ASTRON auch am Betrieb optischer Teleskope beteiligt.
Heute ist ASTRON federführend bei der Entwicklung neuer Teleskoptypen: LOFAR und SKA.

## Von ASTRON betriebene Einrichtungen

### Radioteleskope

Radioteleskop Dwingeloo

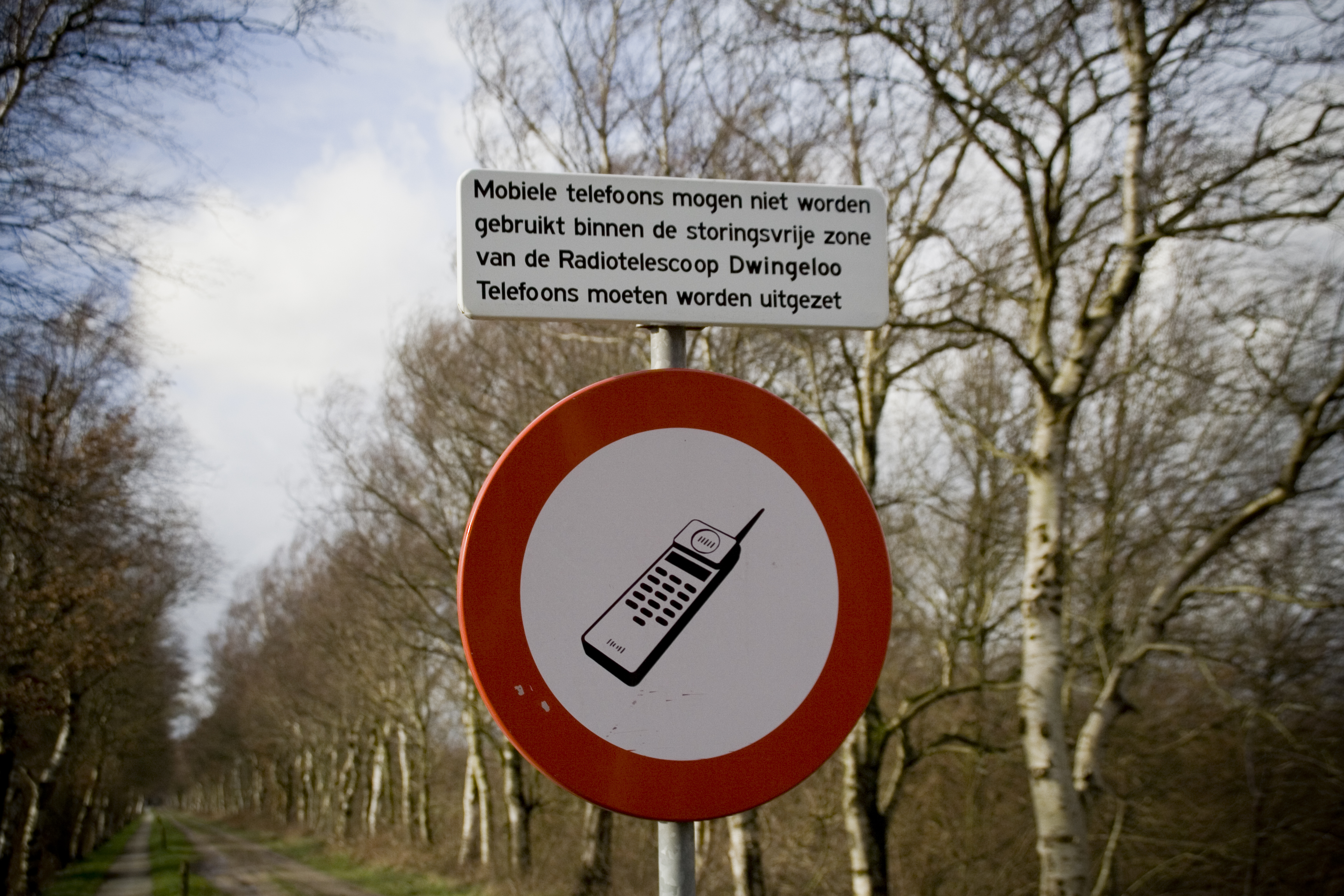
In der näheren Umgebung des Teleskops ist die Benutzung von Handys verboten.

Mit dem Radioteleskop Dwingeloo wurden unter anderem im Jahr 1994 die beiden in der sogenannten Maffei-Gruppe liegenden Galaxien  Dwingeloo 1 und Dwingeloo 2 entdeckt.
Nachdem das Teleskop zuletzt einige Jahre außer Betrieb war, wurde 2007 eine Stiftung gegründet. Mit finanzieller Unterstützung von Sponsoren und dem Einsatz vieler Freiwilliger steht das Teleskop nun Amateurastronomen zur Verfügung.
ASTRON betreibt das Westerbork-Synthese-Radioteleskop (WSRT), welches sich bei Westerbork befindet und eines der weltgrößten Einrichtungen dieser Art ist.
Die in Bau befindliche Anlage LOFAR mit vielen Partnern in mehreren Ländern wird ebenfalls von ASTRON geleitet.
Beide Einrichtungen sollen die Radiostrahlung des Universums im Bereich von 8 GHz bis 10 MHz genauer untersuchen.
Außerdem beherbergt ASTRON das JIVE-Projekt, das Joint Institute for VLBI in Europe und ist auch federführend bei der Entwicklung des Square Kilometre Array (SKA).

### Optische Teleskope
In Zusammenarbeit mit Großbritannien und Spanien betreibt ASTRON optische Teleskope in La Palma: das William-Herschel-Teleskop mit 4,2 Meter Durchmesser (WHT), das 2,5-m-Isaac-Newton-Teleskop (INT), und das Jacobus Kapteyn-Teleskop. Sie gehören zum Roque-de-los-Muchachos-Observatorium.
Auf Hawaii betrieb ASTRON bis 2013 zusammen mit Großbritannien und Kanada das James Clerk Maxwell Telescope (JCMT).
In Chile wirkt ASTRON bei Aufbau und Betrieb der Europäischen Südsternwarte mit, insbesondere am Very Large Telescope (VLT).